# La Celle-sur-Loire
La Celle-sur-Loire este o comună în departamentul Nièvre din centrul Franței. În 2009 avea o populație de 829 de locuitori.

## Evoluția populației
| An        | 1975 | 1982 | 1990 | 1999 | 2006 | 2009 |
| --------- | ---- | ---- | ---- | ---- | ---- | ---- |
| Populație | 660  | 759  | 859  | 798  | 826  | 829  |